# Dimo Kostov
Dimo Kostov Stratiev (rusky Димо Костов Стратиев; 17. března 1947 Rogozinovo, Bulharsko) je bývalý bulharský zápasník, volnostylař. V roce 1976 vybojoval bronz na olympijských hrách. V roce 1976 vybojoval stříbro, v roce 1973 a 1975 bronz na mistrovství Evropy. Na mistrovství světa vybojoval v roce 1973 čtvrté, v roce 1974 a 1975 páté místo.